# Apagomera seclusa
Apagomera seclusa är en skalbaggsart som beskrevs av Lane 1965. Apagomera seclusa ingår i släktet Apagomera och familjen långhorningar. Inga underarter finns listade i Catalogue of Life.